# Smicropus angusta
Smicropus angusta är en fjärilsart som beskrevs av W. Warren 1895. Smicropus angusta ingår i släktet Smicropus och familjen mätare. Inga underarter finns listade i Catalogue of Life.